# Regeringen Hornsrud

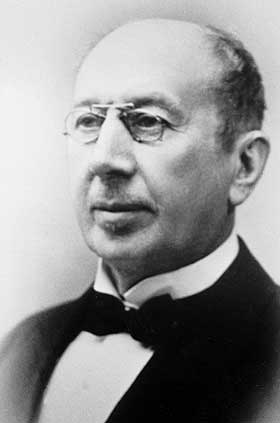
Christopher Hornsrud

Regeringen Hornsrud var en norsk regering. Den tillträdde 21 januari 1928 och avgick 15 februari samma år. Statsminister var Christopher Hornsrud. Denna regering, en minoritetsregering bestående av företrädare för Arbetarepartiet, är den hittills kortast sittande regeringen i Norge. Den föll efter att oppositionen röstade emot regeringsförklaringen, som gick ut på att ersätta det kapitalistiska systemet med ett socialistiskt.